# Meggyőzéspszichológia
A meggyőzéspszichológia célja, hogy segítsen a hétköznapi életben való hatékonyabb eligazodásban. A meggyőzés pszichológiájának alaposabb tanulmányozása során kicsit másképp nézünk a körülöttünk levő társas világra. Nyitottabbá, elnézőbbé, türelmesebbé válhatunk környezetünkkel szemben. Ha jobban megfigyeljük embertársaink viselkedését, ha figyelmesebben koncentrálunk mondandójukra, érzékenyebbé válhatunk arra, hogy kritikusabban szemléljük és felismerjük a bennünket befolyásoló tengernyi üzenetet.

## A meggyőzés
Minden meggyőzés befolyásolás is egyben, de a befolyásolást tágabb fogalomnak tekintjük, mint a meggyőzést. A meggyőzés az a befolyásolási forma, amely a célját észérvek felsorakoztatásával éri el, logikai bizonyításokon alapuló stratégiák alkalmazásával, a célszemély tudatos bevonásával.

### A meggyőzés célja
A befolyásolási folyamatok célja, hogy válaszokat kapjunk. Ezeket a válaszokat három fő csoportba sorolhatóak:ismeretek (megismerésbeli válaszok, érzelmi reakciók, viselkedés (cselekvéses válaszok).
Ezek a válaszok egy adott befolyásolási folyamatban egyszerre is megjelenhetnek, egymást erősíthetik vagy gyengíthetik (interferálhatnak)
A befolyásolás sikerességének érdekében szükséges, hogy a célszemély rendelkezzen a válasz lehetőségével, és hogy a kívánt ingereket helyesen válassza meg. Azt kell elérniük, hogy a célszemélyek a megfelelő választ produkálják, amikor az inger (a mosópor az áruházi polcon, vagy a választék a választási szavazólapon) a célszemély számára megjelenik. Azt, hogy miképpen reagálunk egyes ingerekre, attitűdjeink nagymértékben befolyásolhatják. A befolyásoló szándéknak engedelmeskedhetünk, ezt a reakciót behódolásnak nevezzük.

#### Manipuláció
Az érvelés alapvető eszköze a manipuláció. Manipulációról akkor beszélünk, amikor a célszemély nincs tudatában a befolyásoló szándéknak, de végül mégis annak megfelelő reakciót ad. Minden társas kommunikatív szituációt jellemez bizonyos fokú manipuláció, ahol az üzenetek feldolgozása tudatosan kis mértékben, vagy egyáltalán nem kontrollált.

## A meggyőzést befolyásoló tényezők
A meggyőzés folyamata során jelentős szerepet kapnak olyan tényezők, amelyek részletei feltérképezhetetlenek, megismerhetetlenek. Gyakran éppen e tényezők hatásának következtében dől el a befolyásolás tényleges kimenetele.
A társas viselkedési minták és azok érzelmi minősítéseinek megtanulása összefonódik. A normák ismerete eligazít bennünket, hogy a különböző szituációkban felismerjük, milyen cselekedeteket kell, lehet vagy éppen tilos megtennünk. Ezen szabályok némelyikét kimondott (explicit) formában is a tudomásunkra hozzák, többségüket mégsem így tanuljuk meg. Sokkal inkább környezetünk reakcióit figyeljük meg, és ezek a viselkedésünket pozitívan vagy negatívan értékelő visszajelzések alakítják ki és erősítik meg a szabályokat, illetve azok helyes alkalmazását. A felkészületlenül ért helyzetekben csak abban az esetben adhatunk a szituációnak megfelelő reakciókat, ha óvatosan adagoljuk válaszunkat és analizáljuk partnerünk lépéseit.

### Egyensúly
Az ember alapvető célja az, hogy attitűdjeit stabilizálja, megismerései és attitűdjei között egyensúlyt tartson fönn. Elkerüljük a meglévő attitűdünkkel ellentétes (disszonáns) információkat, az attitűdünk megfelelő információkkal való találkozásra törekszünk a disszonancia elkerülése és a szorongáskeltő állapot csökkentése érdekében. Előítéleteink egy személyről befolyásolják a tőle kapott jelek, üzenetek értelmezését. A meggyőző kommunikátor szerep megkívánja a partnerben való disszonancia keltését, sugallva a feloldáshoz szükséges lépéseket. Befolyásoló stratégiák tömkelege létezik erre az utalásra alapozva. A sort a „bukó érv” és a „sznobizmusra apellálás” kezdi, és a rafinált hamis elkötelezettséget keltő beetetési stratégiák zárják. Fontos, hogy a célszemély felfigyeljen az általunk közvetíteni kívánt üzenetre. Másrészt az üzenetnek könnyen értelmezhetőnek kell lennie.

### Észszerűség
A meggyőzés során a célszemély a kommunikációs szándék tekintetében releváns üzenetkomponensek alapján mérlegel. Megalapozott eredményre pedig akkor jut nagy eséllyel, ha szisztematikusan keresi a probléma természetének megfelelő stratégiát. Ennek alátámasztására a meggyőző fél érveket (előfeltevéseket vagy premisszákat) sorol fel. A célszemély mérlegelheti ezen érvek elfogadhatóságát és azt, hogy az érvek milyen módon alapozzák meg a középponti tételt. A jó érvelés premisszái megfelelőek és elegendőek is egyben a konklúzió alátámasztására.
Az észszerűség kapcsán a logikára asszociálunk. A logika a helyes következtetések szabályszerűségeinek feltárásával foglalkozik. A következtetéseket hordozó nyelvi kifejezéseket elemeikre bontják és meghatározzák azok nyelvtani (grammatikai) és jelentéstani (szemantikai) egységeit. Szétválasztják és pontosan meghatározzák a kifejezőeszközök nyelvi és logikai alapkategóriáit. Ezután lehetőség nyílik a kifejezések és következtetések logikai szerkezetének feltárására. A legegyszerűbb logikák hatóköre az igaz és hamis állításokra terjed ki. Ezekben egy következtetés premisszája vagy konklúziója csak olyan nyelvi kifejezés lehet, amely rendelkezik úgynevezett igazságértékkel, azaz lehet igaz vagy hamis, de nem lehet egyszerre mindkettő. Harmadik eset pedig nincs. Az azonban természetesen külön kérdés, hogy milyen feltételek mellett tekintünk igaznak vagy hamisnak egy kifejezést.

### Goffmann homlokzat
Azt, hogy a társas szituációk keretét alkotó sajátos normastruktúráknak milyen viselkedési mintázatok felelnek meg, a szocializáció folyamán tanuljuk meg. E mintázatok azután segítségünkre lesznek a szituációknak a felismerésében, és azon belül a megfelelő viselkedés kialakításában. Életünk során ilyen értelemben tehát szerepeket tanulunk meg. Árnyalt és részletes képpel rendelkezünk magunkról abban a tekintetben, hogy melyek azok a szerepek, amelyek leginkább jellemeznek bennünket és kifejezik azt, amilyenek belül vagyunk. Ezt a belső képet önazonosságnak (identitásnak) nevezzük.
Bizonyos tekintetben mondhatjuk, hogy a társas szituációk résztvevőire elvárások nehezednek abból a szempontból, hogy velünk szemben milyen viselkedésfajta kívánatos/helyénvaló. Ezeket az értékmintázatokat nevezzük „személyes homlokzatnak” (eredetileg „face”), a rájuk vonatkozó igényeket pedig homlokzati igényeknek. A homlokzati igények a feleknek azt a képét testesítik meg, amit az adott szituációban magukról szeretnének kialakítani. Ez az ún. Goffmann kép. Minden résztvevő kifejezi negatív és pozitív homlokzati igényeit és elvárja a többi résztvevőtől, hogy ezeket támogassa. Cserébe ő is támogatja a többiek homlokzatát. A homlokzatok fenntartása tehát együttműködés eredménye. Mindannyian elutasítjuk, hogy különböző személyes szabadságigényeinket korlátozzák. Ahhoz azonban, hogy a pozitív homlokzati igényeket támogathassuk, mindenképpen „zaklatnunk kell” partnerünket. Ez minden kommunikációs helyzet alapvető ellentmondása. Pusztán az a tény, hogy valaki társas helyzetbe kerül, mindenképpen megszorításokat ró személyes szabadságára, hiszen a viselkedés normák és értékek között történik. A homlokzat megsértésekor lehetőségünk nyílik kompenzációra, mint az udvariasság valamennyi stratégiájának felsorakoztatása, az utalások illetve a célzások is, melyek konkrét argumentációs, informális érveléstechnikai fogásokhoz vezetnek. A dialógus játékszabályainak helyes alkalmazásához azonban bizonyos érveléstechnikai stratégiákat meg kell tanulni és komoly gyakorlás során kell használatukat elsajátítani.

### Benyomás
A különböző típusú meggyőzésekben beszélhetünk az adott meggyőzés számára kedvező és kedvezőtlen benyomásról. A benyomásnak a külső megjelenésen és a viselkedés általános tendenciáin alapuló „egyszerű” szimpátia- antipátia viszonyuláson kívül további igen lényeges komponensei vannak, amelyek kifejezetten a személyiség kommunikációjával vannak összefüggésben. A kommunikátorról kialakult képet, így a kommunikátor meggyőző hatását alapjaiban érinti, hogy mennyire tűnik kommunikációja őszintének és spontánnak, így közleménye (és vele maga a személyiség) hitelesnek, általában véve nyíltnak, egyenesnek, becsületesnek.

## Meggyőzés vagy rábeszélés
Gyakori, hogy a meggyőzést összekeverik, azonosítják a rábeszéléssel. A kettő nem ugyanaz.
A meggyőzés, érvelő befolyásolás esetén az érvek megalapozott állítások, melyek bizonyos összefüggés alapján megvilágítanak valamiféle centrális következményt (konklúziót). Célja, hogy a célszemély a konklúzióban foglaltakat magáévá tegye, és annak következményeit magára nézve követendőnek ismerje el. 
A konklúzió kimondásának módja vagy éppen elrejtettsége, egy-egy fordulat vagy kifejezés, bizonyos stílusjegyek már megalapozhatnak olyan attitűdöt az olvasóban, amely eldönti az érvelés kimenetelét mindenfajta racionális kontroll nélkül. Az érvelés racionális kritikája helyett érzelmi motívumok alapján vagy morális alapon döntünk arról, mit fogadunk el az érvelésből magunkra nézve irányadónak.  
Azokat az érvelő befolyásolásokat, melyek a célszemély érzelmi attitűdjére alapoznak, rábeszélésnek nevezzük, szemben a racionális meggyőzéssel. 
Mind a rábeszélés, mind a meggyőzés tudatos folyamat mind az érvelő fél, mind a célszemély részéről. Előfordulhat azonban, hogy egy szimpla rábeszélés racionálisabbnak tűnik a célszemély számara, míg egy pontosan megfogalmazott érvrendszer csupán okoskodó rábeszélésnek.

## Felhasznált szakirodalom
- Goffman, É.: A hétköznapi élet szociálpszichológiája (Tanulmányok), Gondolat, Budapest, 1981
- Síklaki I.: A meggyőzés pszichológiája, Scientie Humana, 1994
- Zentai István: A meggyőzés útjai, Budapest: Neumann Kht, 2004